# Radio Kraków Kultura
Radio Kraków Kultura – kanał tematyczny poświęcony kulturze, którego nadawcą jest Radio Kraków. Kanał dostępny jest w cyfrowej jakości DAB+. Stacja wystartowała w styczniu 2022 roku.